# Английская военная акция в Иордании
Английская военная акция в Иордании в 1958 году — ввод английских войск на территорию Иордании с целью подавить национально-патриотическое движение, сохранить монархию и господствующие позиции британских монополий, а также оказать поддержку США (Ливанский кризис 1958 года).

## Предпосылки
С 14 февраля 1958 года Иордания вместе с Ираком составляла так называемую Арабскую федерацию, поддерживаемую США и Англией.
14 июля 1958 года федерация распалась в результате произошедшей в Ираке антимонархической революции, что ослабило позиции США и Англии.
Введение войск планировалось из-за опасений того, что при поддержке ОАР в Иордании произойдет революция, аналогичной иракской. Войска перебрасываись для поддержки режима короля Хусейна, а также в целях использования Иордании для дальнейшей борьбы против недавно возникшей Иракской республики.
Первоначально введение войск не планировалось, поскольку британские власти понимала бесперспективность такого шага без поддержки США. В июне 1958 года британским комитетом начальников штабов был разработан план переброски в Иорданию одного батальона парашютистов с военной базы на Кипре для обеспечения эвакуации короля Хусейна на случай революции.
Британская операция осуществлялась по согласованию с США, являлась также поддержкой произошедшей двумя днями ранее высадки войск США в Ливане.
Согласно докладу главы «Форин офиса» С. Ллойда, «Эйзенхауэр и Даллес рассматривают действия в Ливане и Иордании как комбинированную англо-американскую операцию». При этом, решение США о вторжении в Ливан было принято, вопреки договоренностям, без консультации с Великобританией.

## Хронология событий
Британская интервенция началась 17 июля 1958 года. Переброска сил осуществлялась с базы на Кипре. США оказали помощь Великобритании, предоставив транспортные самолеты. Также силами США патрулировалось иорданское воздушное пространство.
Перевозка осуществлялась через воздушное пространство Израиля, хотя разрешение на это не было получено, что вызвало резко негативную реакцию властей Израиля. Вмешательство СССР привело к закрытию воздушного пространства Израилем.
К августу численность контингента британских войск в Иордании достигла 4 тыс. чел. из состава 16-й парашютно-десантной бригады (16th Independent Parachute Brigade Group).
Поверенный в делах Великобритании в Иордании X. Мэйсон на встрече с королём Хусейном говорил, что эти силы не предназначены для нападения на Ирак, не будут участвовать в разгоне антиправительственных сил, и единственной их целью является охрана амманского аэропорта и королевского дворца.
В результате с помощью британской армии был взят контроль над иорданской армией, что помогло королю Хуссейну удержаться у власти.
К моменту завершения переброски сил обстановка в Ираке и Ливане стабилизировалась, 2 августа США и Великобритания признали новое правительство Ирака.
На чрезвычайных сессиях Генассамблеи ООН 13 и 24 августа происходило обсуждение ввода войск Великобритании и США. СССР на данных сессиях об акте агрессии и вмешательства во внутренние дела независимого государства со стороны США и Великобритании.
Англия не могла оставить свои войска в случае вывода войск США из Ливана, поскольку они остались бы без поддержки, а для администрации Д. Эйзенхауэра было важно вывести войска к началу ноября 1958 г. - к началу выборов в американский конгресс.
28 августа 1958 года на созванной по инициативе СССР чрезвычайной сессии Генеральной ассамблеи ООН была принята резолюция, согласно которой Великобритания отозвала свои войска.
Вывод британских войск из Иордании состоялся в середине октября и был завершён ко 2 ноября 1958 года, причем власти ОАР разрешили эвакуацию британской 16-й парашютно-десантной бригады через воздушное пространство Сирии.